# (6700) Kubišová
(6700) Kubišová es un asteroide perteneciente al cinturón de asteroides, descubierto el 12 de enero de 1988 por Zdeňka Vávrová desde el Observatorio Kleť, České Budějovice, República Checa.

## Designación y nombre
Designado provisionalmente como 1988 AO1, fue nombrado en honor a Marta Kubišová (n. 1942), cantante checa.

## Características orbitales
Kubišová está situado a una distancia media del Sol de 2,628 ua, pudiendo alejarse hasta 2,882 ua y acercarse hasta 2,375 ua. Su excentricidad es 0,096 y la inclinación orbital 6,070 grados. Emplea 1556,21 días en completar una órbita alrededor del Sol.

## Características físicas
La magnitud absoluta de Kubišová es 13,72. Tiene 10,391 km de diámetro y su albedo se estima en 0,093.